# Velekrál

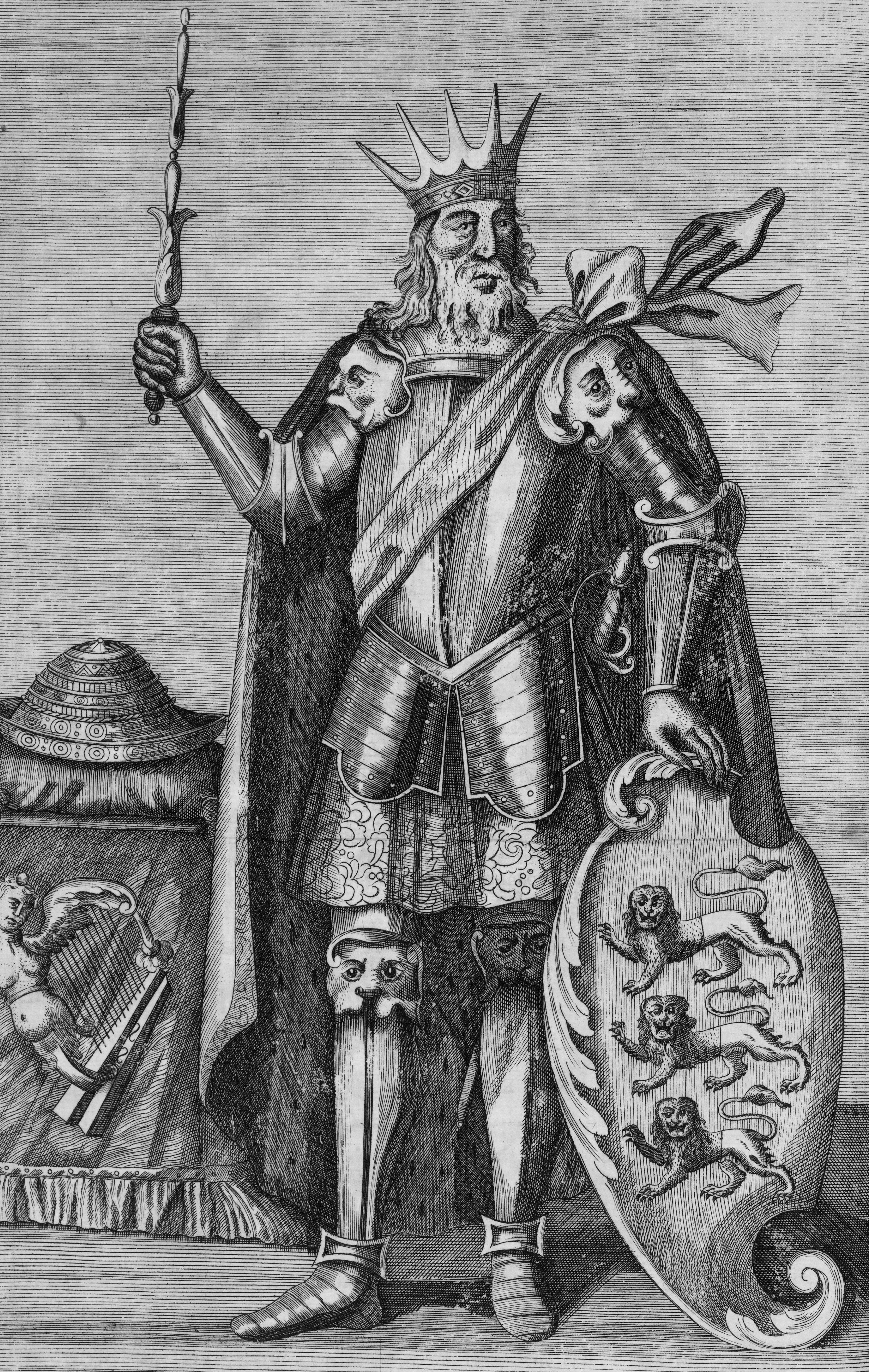
Brian Bóruma, irský velekrál

Velekrál (též nejvyšší král) je titul krále, který má senioritu či suverenitu nad skupinou dalších králů bez toho, aniž by měl titul císaře. Někdy může být označován jako král králů. Rozdíl oproti císařům byl zejména v tom, že velekrálové obvykle vládli zemím kulturně a národnostně homogenním, zatímco císaři vládli říším složeným z více národů. Na rozdíl od běžných králů však jejich podřízení měli větší pravomoce než běžní šlechtici. Velekrálem se stal král buď volbou ostatních králů, nebo silovou převahou oproti ostatním králům. V některých případech byla role velekrále oproti ostatním králům spíše ceremoniální a tradiční, přičemž celá skupina králů požívala stejného stupně suverenity.

## Historičtí velekrálové
V historii byli za velekrále označováni:
- velekrál Irska (irsky Ard Rí Érenn), mezi něž patřil legendární Brian Bóruma
- velekrál Skotska (skotsky Ard Rí Alban), mezi něž patřil Macbeth I.
- velekrál Britů – např. král Artuš, Uther Pendragon či Vortigern
- velekrál Piktů
- bretwalda byl titul velekrále Anglosasů, i když se tento titul jako „velekrál“ nepřekládá
- někteří starořečtí králové měli titul velekrálů, jako např. Agamemnón
- titulem velekrále se pyšnili nejmocnější z etruských králů městských států
- Mepe-Umaglesi (nejvyšší král) byl titul gruzínského krále (Mepe-Mepeta, král králů)
- litevský titul Didysis Kunigaikštis má být překládán jako velekrál, i když se často překládá jako velkovévoda
- vládcové celého Sumeru měli titul Nam-Lugal (velekrál)[1]
- německý císař, který byl zároveň pruským králem, mohl být považován za velekrále, neboť mu patřila seniorita nad dalšími vládci říše (3 králové, 6 velkovévodů, 5 vévodů a 7 knížat) jakožto prezidentu Severoněmeckého spolku
- Yang di-Pertuan Agong (doslova „nejvyšší pán“) v Malajsii může být považován za obdobu velekrále, neboť je volen mezi devíti vládci malajských států (ačkoliv zvyklostně se drží pravidlo pravidelného střídání titulu mezi vládci)
- titul adirádža (případně i mahárádža) je indický titul odpovídající hodnosti velekrále

V některých zemích se užíval spíše titul král králů, kupříkladu nəgusä nägäst v Etiopii, titul šáhanšáh nebo pádišáh pro vládce Persie, anebo kagan kupříkladu u Hunů, Avarů, Chazarů, kyjevských knížat až do poloviny 11. století nebo v Mongolské říši – ten vycházel z výrazu „chán chánů“.

## Fiktivní velekrálové
- V díle J. R. R. Tolkiena, zejména v Silmarillionu, nosili vládci Noldor ve vyhnanství v Beleriandu titul „velekrál Noldor“. Titul postupně měli Fëanor, Fingolfin, Fingon, Turgon a Gil-galad. Fingolfin nicméně za „velekrále Beleriandu“ označil Thingola. Králové Obnoveného království Arnoru a Gondoru, počínaje Aragornem (Elessarem) používali rovněž titul velekrálů.
- V Letopisech Narnie C. S. Lewise získává Petr Pevensie titul „nejvyššího krále“ Narnie, zemi vládne společně se svými sourozenci Zuzanou, Edmundem a Lucií.